# Saperda interrupta
Saperda interrupta là một loài bọ cánh cứng trong họ Cerambycidae.